# Noja (Cantabrie)
Noja est une ville espagnole située dans la Comarque de Trasmiera (es) et la communauté autonome de Cantabrie.

## Toponymie
Selon Álvaro Galmés de Fuentes, le toponyme Noja provient de la forme Noega d’origine proto-indo-européenne, que l’on trouve également par exemple dans le nom de la commune galicienne de Noya. Le sens est obscur, mais le mot pourrait être lié au celte nouika, « nouvelle », ce qui ferait allusion à une fondation récente, à l’instar des nombreuses localités espagnoles appelées Villanueva, « Villeneuve ».

## Histoire
Noja appartient depuis le IXe siècle et jusqu’à 1834 à la Junta de Siete Villas, une des cinq juntas qui composent la Merindad de Trasmiera (comarque de Trasmiera). 
En 1644, Noja reçoit de Philippe IV d'Espagne le titre de villa, ce qui lui permet de devenir indépendante de ladite junte et d’être habilitée à nommer ses propres maires.

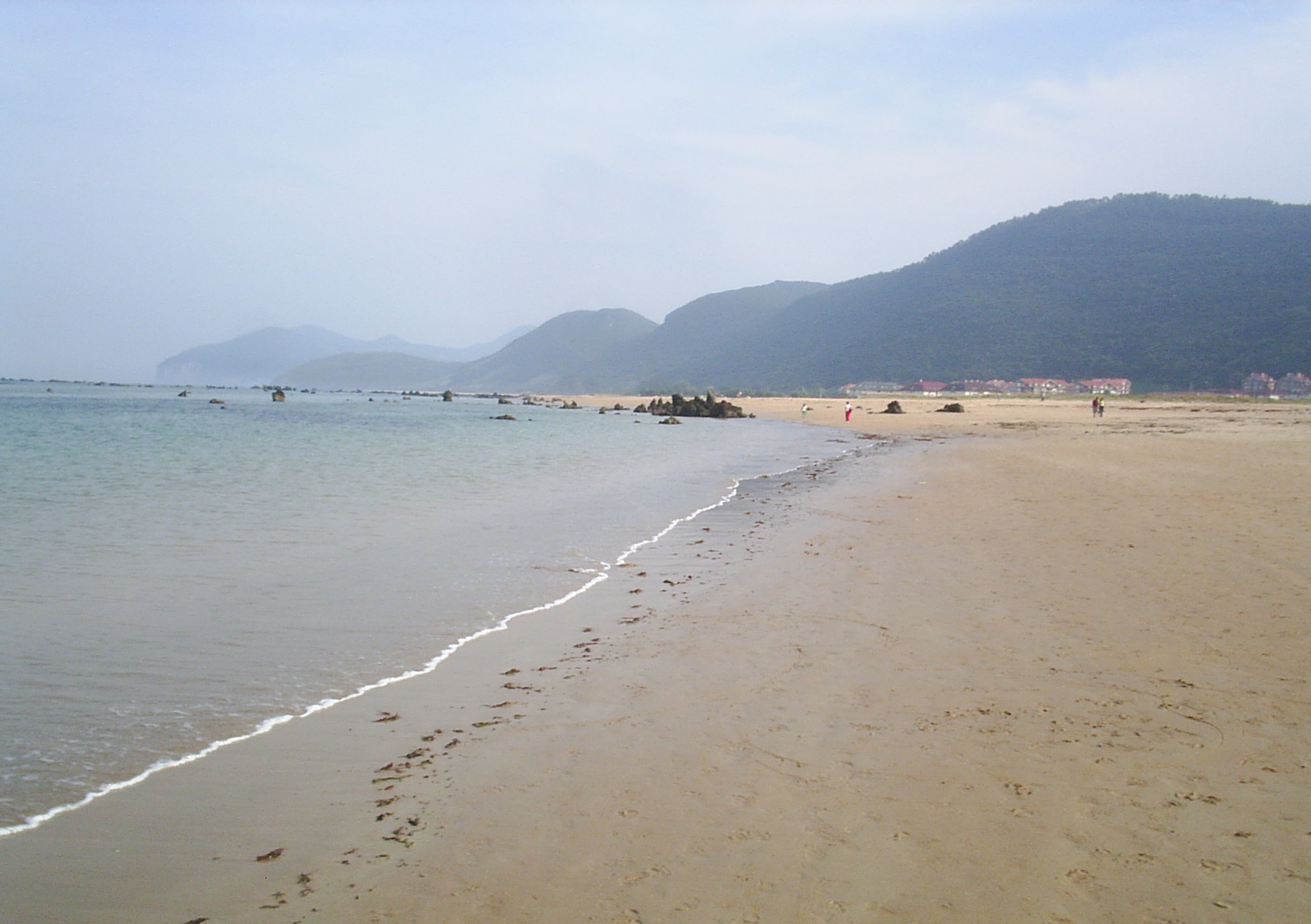
Plages de Trengandín, Helgueras et El Brusco au fond.

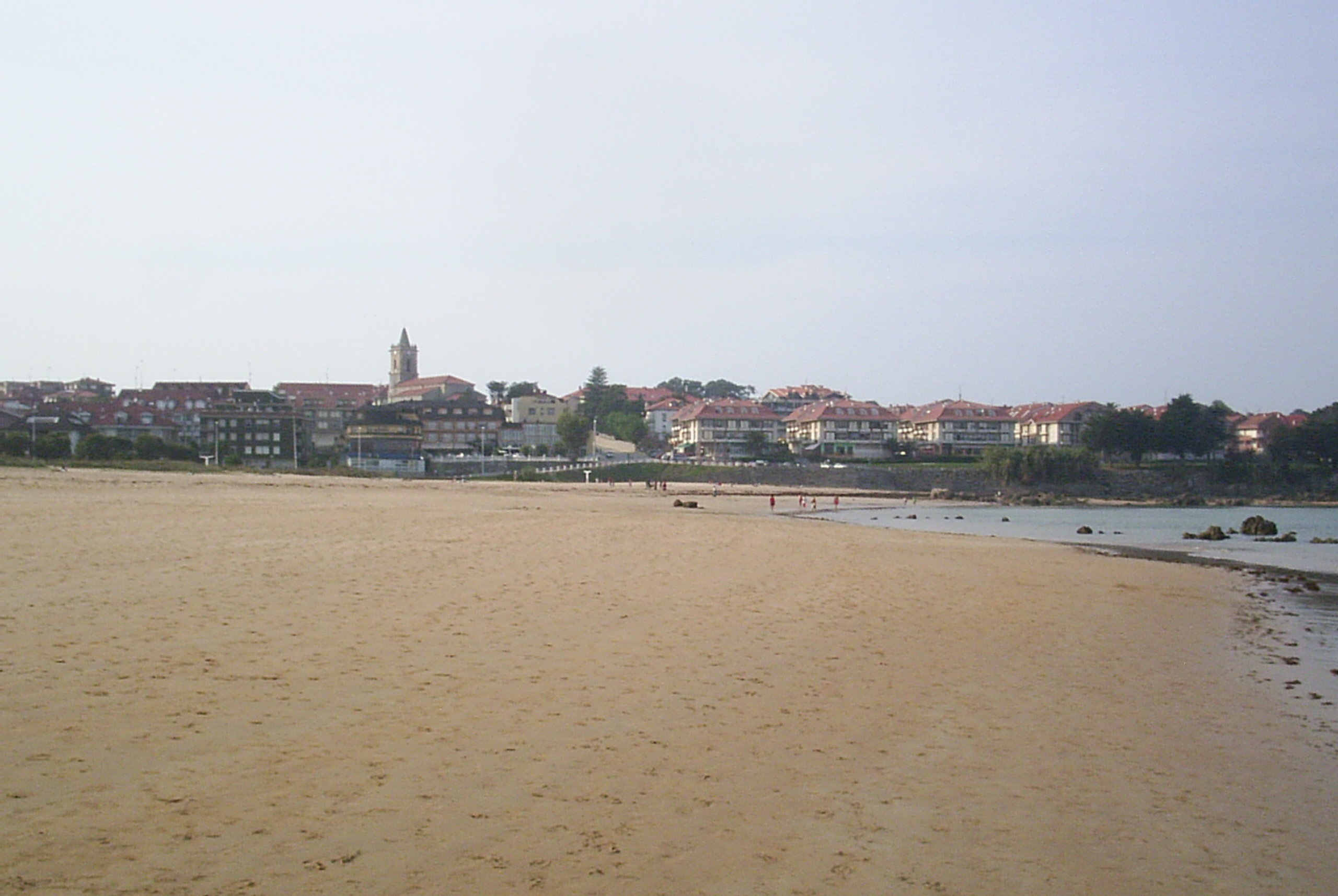
Vue de Noja depuis la.